# Flaga Brunei
Flaga Brunei składa się z trzech kolorów: żółci, bieli i czerni oraz herbu.

## Historia
Flaga taka bez emblematu państwowego była używana od 1906, kiedy to Brunei stało się protektorem brytyjskim. Obecna flaga została zatwierdzona 29 września 1959.

Flaga używana od 1368 do 1906
Flaga używana od 1906 do 1959

## Symbolika
Ma ona barwy dostojników którzy podpisali porozumienie z Wielką Brytanią – sułtana (żółta), Pengiran Bendahara (biała) i Pengiran Pemancha (czarna). Trzy części masztu w emblemacie symbolizują trzy poziomy władzy, a cztery pióra każdego skrzydła reprezentują sprawiedliwość, spokój, pokój i dobrobyt. Ręce oznaczają, że rząd utrzymuje i rozwija opiekę społeczną. Półksiężyc jest symbolem islamu, a wpisana na nim dewiza państwowa oznacza: zawsze wykonuj służbę pod Bożym kierownictwem. Na wstędze widnieje nazwa państwa (Brunei Siedziba Pokoju).